# 格爾格比爾區

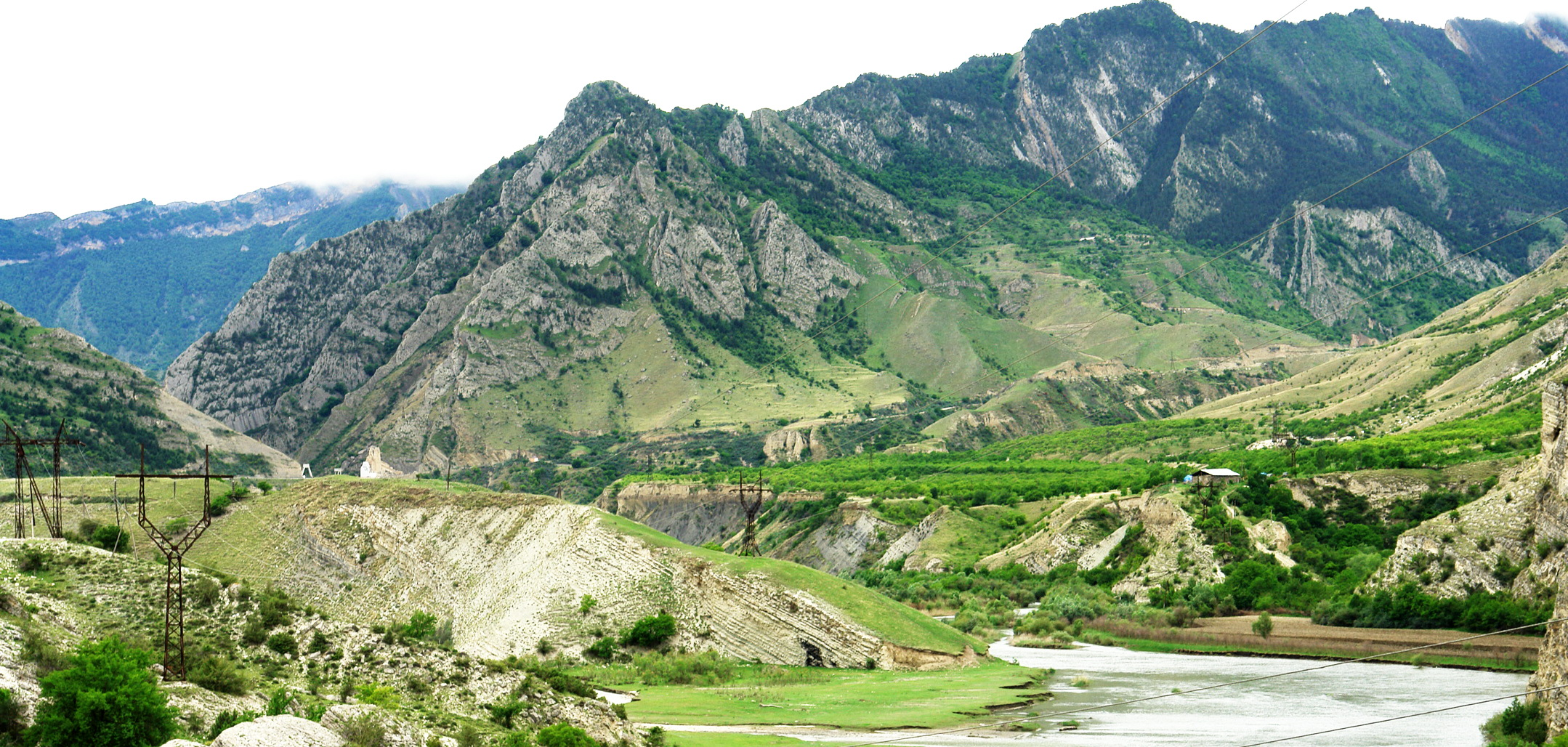

42°30′N 47°04′E / 42.500°N 47.067°E
格爾格比爾區（俄语：Гергебильский район），是俄羅斯的一個區，位於該國西南部，由達吉斯坦共和國負責管轄，面積341.9平方公里，2010年人口19,910，人口密度每平方公里58.23人。